# Ercole Chiri
Ercole Chiri (Pavia, 1º novembre 1890 – Pavia, 1980) è stato un politico e partigiano italiano.

## Biografia
Cresciuto in una famiglia cattolica pavese (il fratello maggiore Mario, sindacalista, fu un collaboratore di Giuseppe Toniolo), Ercole Chiri si laureò in giurisprudenza presso l'università cittadina e contemporaneamente intraprese l'attività politica e sociale, essendo eletto al consiglio comunale e provinciale di Pavia e promuovendo il locale Ufficio provinciale del lavoro. Nel 1919 fu, insieme a don Luigi Sturzo, Filippo Meda, Remo Vigorelli ed Angelo Mauri uno dei fondatori Partito Popolare, del quale fu consigliere nazionale fino al suo scioglimento (1926).
Sempre nel 1919 fondò, con i principali esponenti della cooperazione cattolica, la Confederazione cooperative italiane, di cui fu anche il primo segretario generale. Nel corso del primo congresso della Confederazione, svoltasi a Treviso nell'aprile 1921, Chiri svolse un ruolo di grande importanza, con la presentazione di una lunga relazione sull'organizzazione del movimento cooperativo cattolico, del quale rivendicava la rappresentanza negli organi consultivi della cooperazione istituiti presso il Ministero del lavoro. Eletto nel consiglio di amministrazione dell'Istituto nazionale di credito alla cooperazione, come delegato della Confederazione, Chiri conseguì il riconoscimento del ruolo autonomo della cooperazione cattolica, entrando per questo in contrasto con la Lega. In seguito, quando il nascente regime fascista iniziò l'opera di smantellamento delle cooperative cattoliche, Chiri si schierò contro il Sindacato fascista della cooperazione.
Dopo il consolidamento del regime, Chiri abbandonò la vita politica e si dedicò alla professione di avvocato, per poi partecipare alla Resistenza. Durante l'occupazione tedesca di Roma, Chiri rappresentò la Democrazia Cristiana nella giunta militare del CLN centrale. In tale veste, preoccupato dal rischio di dure rappresaglie tedesche contro la popolazione, analogamente al collega di partito Giuseppe Spataro assunse una posizione contraria verso il terrorismo urbano praticato dai GAP comunisti, tenendo un atteggiamento prudente anche nell'imminenza dello sbarco di Anzio (gennaio 1944). In seguito all'attentato di via Rasella e all'eccidio delle Fosse Ardeatine (23 e 24 marzo), fu presso la sua abitazione in piazza Mazzini che, il 26 marzo, la giunta militare si riunì per stabilire la posizione da assumere dopo la strage. Anche sua figlia Bianca Maria partecipò alla Resistenza.
Nel dopoguerra fu deputato alla Consulta Nazionale e, con Luigi Corazzin, Achille Grandi, Giuseppe Micheli e altri cattolici, prese parte alla ricostruzione della Confederazione cooperative italiane, della quale venne eletto vicepresidente. Tra il 1947 e il 1954 fece parte del consiglio nazionale della DC, senza cessare l'attività di sostegno alla cooperazione, che nel 1970 gli valse la medaglia di benemerito.